# Lene Vasegaard
Lene Vasegaard (* 9. Februar 1940 in Frederiksberg) ist eine dänische Schauspielerin.

## Leben
Lene Vasegaard wuchs gemeinsam mit einer jüngeren Schwester in Frederiksberg auf.
Nach ihrem Schulabschluss absolvierte sie von 1958 bis 1962 ihre Schauspielausbildung an der Eleveskole des Königlichen Theaters Kopenhagen, wo sie auch ihr Bühnendebüt als Darstellerin hatte. Als Bühnendarstellerin wirkte sie in zahlreichen Theaterstücken, Musicals, Operetten, Varieté-Shows und in Kabarett-Programmen mit, so unter anderem auch am Aarhus Teater, am Gladsaxe-Theater, am Det Ny-Theater, am Odense Teater, am Folketeatret, am Theater Helsingør oder am Esbjerg-Theater. Von 1965 bis zum Jahr 2006 wirkte sie als Schauspielerin vor der Kamera in mehr als 40 Film-und-Fernsehproduktionen mit.
Lene Vasegaard war ab 1973 einige Jahre lang mit dem Schauspieler Henrik Wiehe verheiratet. Die Ehe blieb kinderlos.

## Filmografie (Auswahl)
- 1965: 2 × 2 im Himmelbett
- 1965: Hexenjagd
- 1969: Helle for Lykke
- 1972: Geburten verboten
- 1973: Flugten
- 1974: Blomster til Mona
- 1976: Blind makker
- 1977: Ein Fischer in Hanstholm
- 1980: Der Augenblick
- 1980: Ein Haus in der Provinz (Fernsehserie, 1 Folge)
- 1984: Privatdetektiv Anthonsen (Fernsehserie, 1 Folge)
- 1985: Elise
- 1992: Ankomst 23:30
- 1993: Schwarze Ernte
- 1994: Carlo und Ester
- 1994: Hospital der Geister (Fernsehserie, 1 Folge)
- 1996: Madsen und Co. (Fernsehserie, 1 Folge)
- 1998: Den bla munk
- 2001: Hotellet (Fernsehserie, 1 Folge)
- 2003: Forsvar (Fernsehserie, 1 Folge)
- 2006: Sange fra baggrunden